# Pygame
Pygame (произн. Пайгейм) — набор модулей (библиотек) языка программирования Python, предназначенный для написания компьютерных игр и мультимедиа-приложений. Pygame базируется на мультимедийной библиотеке SDL.
Изначально Pygame был написан Питом Шиннерсом (Pete Shinners). Начиная примерно с 2004/2005 года поддерживается и развивается сообществом свободного программного обеспечения.
Одна из библиотек, предоставляющих доступ к API SDL (существуют и другие). В то же время дает возможность написания более высокоуровневого кода.
Pygame-приложения могут работать под Android на телефонах и планшетах с использованием подмножества Pygame для Android (pgs4a). На этой платформе поддерживаются звук, вибрация, клавиатура, акселерометр.